# Phan Châu Trinh

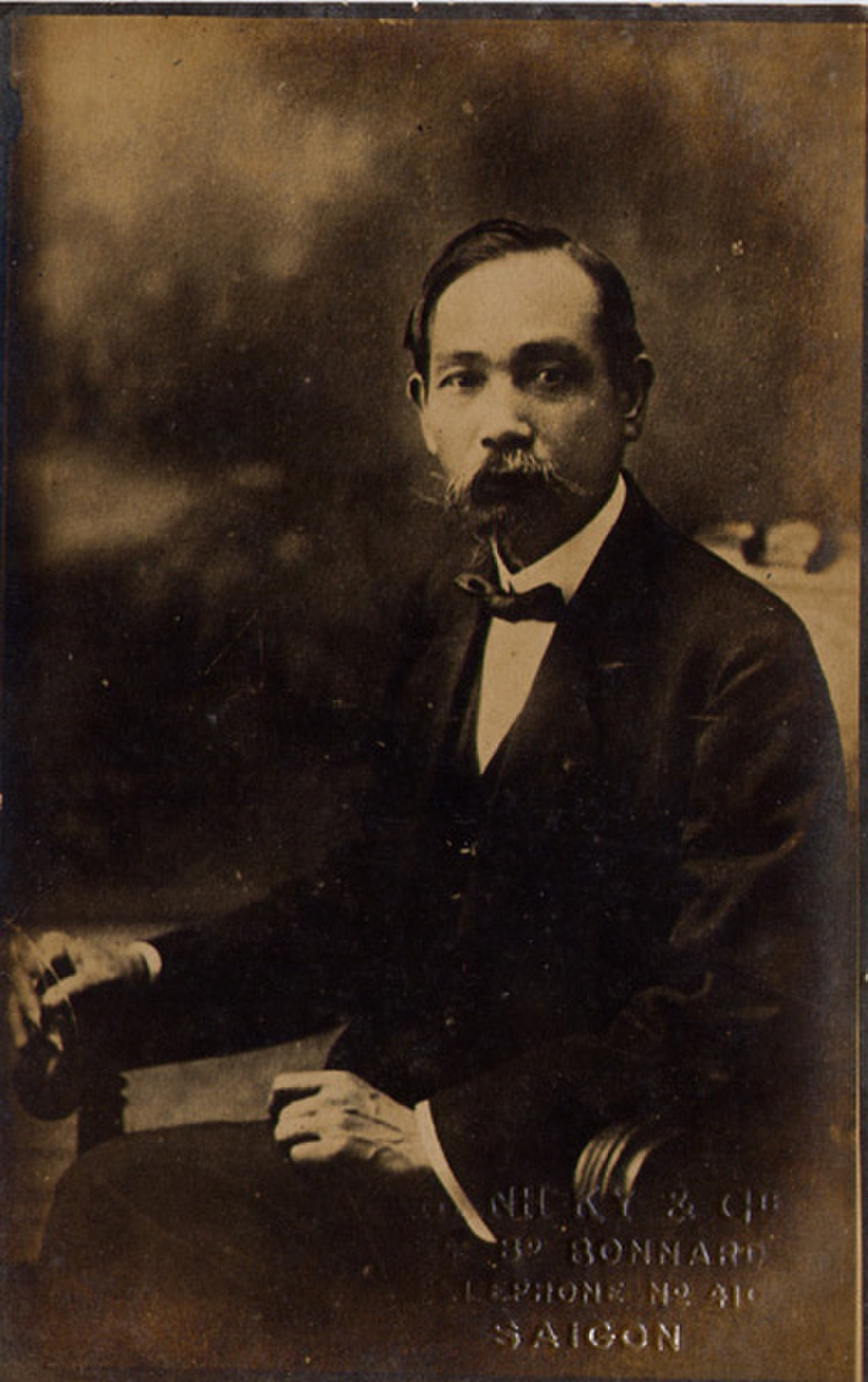
Phan Châu Trinh

Phan Châu Trinh (* 9. September 1872; † 1926 in Saigon; Alternativname Tử Cán) war ein prominenter Vertreter des vietnamesischen Nationalismus zu Beginn des 20. Jahrhunderts. Er lehnte Gewalt ab und setzte sich für eine Unabhängigkeit vom französischen Kolonialstaat durch Kooperation und liberale Reformen ein.

## Herkunft und Werdegang
Phan Chau Trinh wurde 1872 als Sohn eines Offiziers in der Provinz Quảng Nam im annamitischen Teil des Landes geboren. Er erhielt eine traditionell konfuzianistisch ausgerichtete Erziehung und Bildung. Im Jahr 1901 legte er die kaiserlichen Prüfungen in Huế analog zum Doktorgrad ab. Sein Berufsleben begann er mit einem niederen Posten am Ritenministerium des Kaiserhofs. Sein Vater war ein Unterstützer der Cần-Vương-Bewegung, welche einen erfolglosen Guerillakrieg gegen die Kolonialmacht geführt hatte und fand als vermeintlicher Verräter den Tod von der Hand eines Mitverschwörers.

## Politische Tätigkeit
Phan Chau Trinh vertrat die Idee, dass der koloniale Staates seines Heimatlandes durch liberale Reformen im Bildungs- und Verwaltungswesen mit demokratischen Mitteln erreicht werden könne. Prominent wurde er durch einen offenen Brief im Jahre 1906, in dem er den Generalgouverneur Paul Beau aufforderte der französischen mission civilatrice durch mehr Rechte für die kolonisierte Bevölkerung nachzukommen. Er betätigte sich ebenso an einer von Nationalisten geführten privat finanzierten Akademie, deren Ziel es war nationalistisches Gedankengut nach westlichem Muster in der vietnamesischen Gesellschaft zu verbreiten.
Eine seiner zentralen politischen Forderungen war die Abschaffung der Nguyen-Monarchie durch den Kolonialstaat, die er für notwendig erachtete um eine Modernisierung des Landes zu erreichen.

## Strafverfolgung
Phan Chau Trinh wurde 1908 wegen Aufstachelung von Bauernrevolten angeklagt. Obwohl die Vorwürfe unzutreffend waren, wurde er zunächst auf der Gefängnisinsel Côn Sơn inhaftiert. Schlussendlich wurde er nach Frankreich ins Exil geschickt, wo er sich als Fotoretoucheur über Wasser hielt aber trotzdem noch als Autor in Nationalistenkreisen präsent bleiben konnte. 1925 wurde ihm die Rückkehr nach Vietnam erlaubt.
Trotz der Strafverfolgung durch den Kolonialstaat warb er während des Ersten Weltkriegs für den Dienst von Vietnamesen in den französischen Streitkräften und als Arbeiter in Europa, da er sich davon eine Chance zur Emanzipation der kolonisierten Bevölkerung erhoffte.

## Rezeption und Andenken
Er verstarb ein Jahr nach seiner Rückkehr 1926 in Saigon. Bei seiner Beerdigung kam es zu Solidaritätsdemonstrationen der Bevölkerung. In der Sozialistischen Republik Vietnam wurde er wegen seines Kooperationsgedankens mit dem Kolonialstaats von der Geschichtsschreibung oft kritisch gesehen. Er gilt trotzdem als bedeutender Vertreter der frühen vietnamesischen Nationalbewegung. Seine Bemühungen führten zu einem konstitutionalistischen Flügel innerhalb der Nationalbewegung mit der von Vietnamesen herausgegebenen Zeitung La tribune indigène als Leitmedium.